# Reinhold Rudbeck (1825–1915)
Reinhold Thure Gustaf Carl Gabriel Rudbeck, född den 16 december 1825 i Stavby socken, Uppsala län, död den 13 mars 1915 i Sollentuna församling, Stockholms län, var en svensk friherre, godsägare och hovman. Han var bror till Alexander och Zacharias Rudbeck samt far till Johannes och Reinhold Rudbeck.
Rudbeck blev student vid Uppsala universitet 1842. Han avlade filosofie kandidatexamen där 1848 och promoverades till filosofie magister samma år. Rudbeck blev extra ordinarie amanuens i Riksarkivet 1849 och extra ordinarie kanslist i Civildepartementet samma år. Han blev andre sekreterare i Utrikesdepartementet 1855, legationssekreterare i London 1856, i Köpenhamn 1857 och chargé d'affaires i Köpenhamn 1859. Rudbeck beviljades avsked från Utrikesdepartementet 1860. Han ägde Edsbergs slott. Rudbeck blev kammarherre hos kronprinsen 1856 och hovmarskalk 1905. Han invaldes som ledamot av Samfundet för utgivande av handskrifter rörande Skandinaviens historia 1864. Rudbeck blev riddare av Nordstjärneorden 1860. Han vilar på Sollentuna kyrkogård.